# Quatuor du Gewandhaus de Leipzig
Le Quatuor du Gewandhaus de Leipzig (Gewandhaus-Quartett en allemand) est un quatuor à cordes allemand fondé en 1808.

## Historique
Le Quatuor du Gewandhaus de Leipzig est fondé en 1808 par Heinrich August Matthäi (en), l'un des konzertmeister de l'Orchestre du Gewandhaus de Leipzig. Toujours en activité aujourd'hui, il s'agit du plus ancien quatuor à cordes au monde à se produire encore en concert.
Il porte au cours de son histoire plusieurs appellations, Quartettges., Quartettver., Quartettgenossenschaft, Abonnement-Quartett, enfin Gewandhausquartett depuis 1910.
Les premiers violons Bartolomeo Campagnoli (konzertmeister jusqu'en 1827) et Ferdinand David (konzertmeister entre 1835 et 1873) marquent de leur empreinte l'identité sonore de l'ensemble au cours du XIXe siècle.
En 1905, Arthur Nikisch renouvelle le fonctionnement du quatuor en instaurant une plus grande permanence. Les activités du quatuor, qui réunit les principaux solistes de l'orchestre, se déroulent dans le cadre du Gewandhaus.

## Membres
Au moins 80 musiciens ont fait partie de la formation depuis l'origine. À partir du XXe siècle, les membres du quatuor sont :
- premier violon : Edgar Wollgandt (en) (1903-1947), Kurt Striehler (1947-1955), Gerhard Bosse (en) (1955-1977), Karl Suske (en) (1977-1994), Frank-Michael Erben (en) (à partir de 1994) ;
- second violon : Karl Wolschke (1905-1941), Karl Suske (1954-1962), Günther Glaß (1962-1977), Giorgio Kröhner (1977-1989), Conrad Suske (à partir de 1989) ;
- alto : Carl Herrmann (1904-), Dietmar Hallmann (en) (1958-1993), Volker Metz (1993-2006), Olaf Hallmann (2006-2013), Vincent Aucante (à partir de 2013) ;
- violoncelle : Julius Klengel (1881-1924), Hans Münch-Holland (en) (1924-1933), Friedemann Erben (1955-1973), Jürnjakob Timm (en) (à partir de 1973).

## Créations
Le Quatuor du Gewandhaus de Leipzig est le créateur de plusieurs œuvres, de Jean-Sébastien Bach (L'Art de la fugue dans une instrumentation de Wolfgang Graeser, 1927), Paul-Heinz Dittrich (en) (Streichquartett 82, 1986), Günter Neubert (en) (Kammersinfonie für Nonett, avec le Gewandhaus-Bläserquintett (de), 1981), Max Reger (Trio avec piano, op. 102, 1908 ; Sextuor à cordes, op. 118, 1911 ; Quatuor avec piano, op. 133, 1915) et Siegfried Thiele (en) (Quatuor à cordes, 1983), notamment.